# Amt Plön-Land

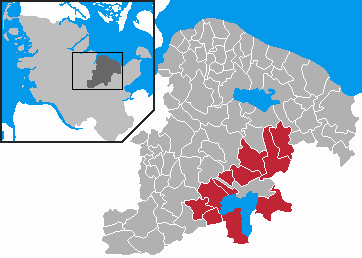
Lage des ehemaligen Amtes Plön-Land im Kreis Plön

Im Amt Plön-Land mit Sitz in Plön wurden elf Gemeinden zur Erledigung ihrer Verwaltungsgeschäfte zusammengeschlossen. Das Amt lag im Herzen des Kreises Plön in Schleswig-Holstein (Deutschland) und grenzte im Norden an das Amt Lütjenburg-Land, im Westen an das Amt Preetz-Land, im Süden an das Amt Bokhorst-Wankendorf und den Kreis Segeberg, im Osten an den Kreis Ostholstein mit seiner Gemeinde Bosau sowie an die Kreisstadt Plön. Das Amt hatte etwa 9500 Einwohner auf einer Fläche von rund 165 km².

## Die Gemeinden mit ihren Ortsteilen
- Ascheberg (Holstein) mit den OT Untere Lisch, Lindauer Kamp, Trentrade und Glasholz
- Bösdorf mit den OT Dodau, Friedrichshof, Kleinmeinsdorf, Kleinmühlen, Niederkleveez, Oberkleveez, Pfingstberg, Augustfelde, Börnsdorf, Ruhleben, Sandkaten, Waldshagen und Steinbusch
- Dersau mit den OT Hofkamp und Spannhornswiese
- Dörnick mit den OT Karpe und Hohelieth
- Grebin mit den OT Behl, Breitenstein, Görnitz, Schierensee, Treufeld und Schönweide
- Kalübbe mit den OT Hirsenkoppel, Diekhof, Großlangenkamp, Himbeersahl, Höfen, Kalübberholz, und Vorteich
- Lebrade mit den OT Lebrader Mühle, Kossau und Rixdorf
- Nehmten mit den OT Bredenbek, Godau, Sande, Kühland, Pehmen, Pehmerfelde, Vogelsang, Stadtbek, Hof Nehmten und Sepel
- Rantzau mit den OT Dorf Rantzau, Gut Rantzau, Rantzauer Papiermühle, Söhren, Hohenhof und Sasel
- Rathjensdorf mit den OT Tramm, Neutramm und Theresienhof
- Wittmoldt mit den OT Siedlung Wittmoldt, Eichhorst und Güsdorf

## Geschichte
Das Amt Plön-Land wurde am 1. Juni 1970 gegründet. Es fasste die bisherigen Ämter Ascheberg, mit den Gemeinden Dersau, Dörnick, Nehmten und Kalübbe, und Plön-Land, mit den Gemeinden 
Bösdorf, Grebin, Schönweide, Lebrade, Rantzau, Rathjensdorf und Wittmoldt, zusammen. Zum 1. Januar 2007 nahm das Amt die Gemeinde Bosau aus dem Nachbarkreis Ostholstein auf und änderte seinen Namen in Amt Großer Plöner See.